# ライブカジノ・アイオー
ライブカジノ・アイオー は包括的なオンライン カジノ分析およびレビュー プラットフォームであり、幅広いライブ ディーラー カジノに関する詳細な情報と洞察をユーザーに提供します。 このウェブサイトは、ギャンブル愛好家と業界の専門家のチームによって 2021 年に設立されました。
このチームは、高品質のライブ カジノ体験を求めるプレーヤーのために信頼できる信頼できるリソースを作成することを目的としていました。 Livecasino の使命は、公平なレビュー、最新情報、貴重なアドバイスを提供し、ユーザーがライブ カジノ プラットフォームを選択する際に十分な情報に基づいた決定を下せるようにすることです。
このプラットフォームには、定期的に更新されるニュース セクションがあり、最新の業界開発、ゲームのリリース、および規制の変更をカバーしています。 さらに、Livecasino は、責任あるギャンブル、カジノのエチケット、業界の技術的進歩など、さまざまなギャンブル関連のトピックに関する有益な記事を公開しています。